# Andreas Billi
Andreas Nader Billi (Roma, 11 luglio 1990) è un tuffatore italiano.

## Biografia
All'età di 5 anni inizia il suo avvicinamento ai tuffi. Concorre per la società delle Fiamme Oro e a partire dal 1996 viene affiancato dal mister Oscar Bertone, suo attuale allenatore. Da dicembre 2008 è entrato nel gruppo sportivo dei Carabinieri.
Ha rappresentato la nazionale italiana ai campionati mondiali di nuoto di Barcellona 2013, concludendo al trentunesimo posto nel concorso dei tuffi dal trampolino 1 metro e, in coppia con Giovanni Tocci, al dodicesimo posto in quello del trampolino 3 metri sincro.

## Palmarès
- Campionati Italiani Assoluti Estivi

2003 - Cosenza: Bronzo dal Trampolino sincro 3m.
- Coppa Comen

2004 - Il Cairo: Bronzo Piattaforma 10m.
2005 - Belgrado: Oro Trampolino 1m.
2005 - Belgrado: Oro Trampolino 3m.
2005 - Belgrado: Argento Piattaforma 10m.
- Coppa Pechino

2008 - Trieste: Bronzo dal Trampolino sincro 3m.
- Campionati Italiani

2008 - Riccione: Bronzo dal Trampolino 1m.
2009 - febbraio - Trieste: Bronzo dal Tampolino 1m.
2009 - febbraio - Trieste: Argento dal Trampolino 1m.
2013 - aprile - Torino: Oro dal Trampolino 1m.
2013 - aprile - Torino: Oro dal Trampolino sincro 3m.